# Sebastian Jakubiak
Sebastian Jakubiak (Lubecca, 21 giugno 1993) è un calciatore tedesco, centrocampista del Phönix Lubecca.

## Carriera
Ha giocato nella prima divisione olandese con l'Heracles Almelo.

## Palmarès

### Club

#### Competizioni nazionali
- 3. Liga: 1

Magdeburgo: 2021-2022